# Parque Nacional Kirishima-Kinkowan
O Parque Nacional Kirishima-Kinkowan é um parque nacional japonês, localizado nas prefeituras de Miyazaki e Kagoshima. Extendendo-se por 36 605 hectares, foi designado parque nacional em 16 de março de 1934.